# Bệnh phổi kẽ

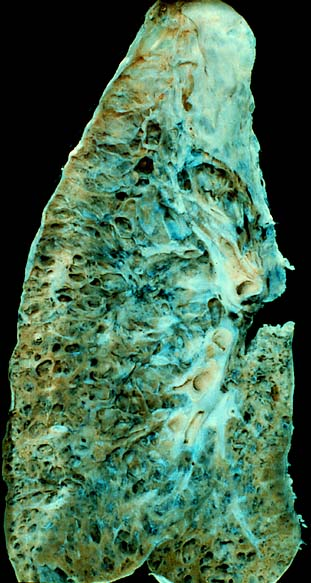
Xơ phổi giai đoạn cuối không rõ nguồn gốc, lấy từ một khám nghiệm tử thi. Chú thích thêm trong ảnh: Bệnh phổi kẽ giai đoạn cuối. Bức ảnh khám nghiệm phổi bị xơ phổi giai đoạn cuối này được chụp vào đầu những năm 1980 và được số hóa vào năm 1999. Nó đã được chiếu trong nhiều bài giảng trong những năm can thiệp. Mặc dù độ trong suốt của Ektachrome này kém hơn một chút khi mài mòn sau một thời gian dài, tuy nhiên, giá trị lưu trữ của Ektachrome vẫn không bị loại bỏ.
Ảnh chụp bởi Ed Uthman, MD. Phạm vi công cộng. Đã đăng ngày 7 tháng 1 năm 1999

Bệnh phổi kẽ (Interstitial lung disease - ILD), hay bệnh phổi nhu mô lan tỏa (DPLD), là một nhóm bệnh phổi ảnh hưởng đến mô kẽ (mô và không gian xung quanh phế nang (túi khí của phổi). Nó liên quan đến biểu mô phế nang, nội mô mao mạch phổi, màng đáy, và các mô quanh mạch máu và perilymphatic. Nó có thể xảy ra khi chấn thương phổi gây ra phản ứng phục hồi bất thường. Thông thường, cơ thể tạo ra một lượng mô vừa phải để sửa chữa thiệt hại khi bị chấn thương, nhưng trong bệnh phổi kẽ, quá trình sửa chữa trở nên tồi tệ và các mô xung quanh túi khí (phế nang) trở nên sẹo và dày lên. Điều này làm cho oxy khó đi vào máu hơn. Thuật ngữ ILD được sử dụng để phân biệt các bệnh này với các bệnh đường hô hấp tắc nghẽn.
Có các loại bệnh cụ thể cho trẻ em. Từ viết tắt chILD được sử dụng cho nhóm bệnh này và có nguồn gốc từ tên tiếng Anh, Bệnh phổi kẽ ở trẻ em - chILD.
ILD kéo dài có thể dẫn đến xơ phổi, nhưng điều này không phải lúc nào cũng đúng. Xơ phổi vô căn là bệnh phổi kẽ mà không có nguyên nhân rõ ràng nào có thể được xác định (vô căn) và có liên quan đến các phát hiện điển hình cả về xơ hóa (xơ cơ bản và màng phổi với bệnh lý mật ong) và bệnh lý (tạm thời và bệnh lý không gian trọng tâm).
Năm 2015, bệnh phổi kẽ, cùng với bệnh sarcoid phổi, ảnh hưởng đến 1,9 triệu người. Các bênh này đã dẫn đến 122.000 cái chết.